# Bảo tàng Praga Warszawa
Bảo tàng Praga của Warsaw (tiếng Ba Lan: Muzeum Warszawskiej Pragi) là một bảo tàng tọa lạc tại thủ đô Warsaw của Ba Lan. Bảo tàng là một chi nhánh của Bảo tàng Warsaw. Trụ sở của bảo tàng là một khu phức hợp bao gồm ba ngôi nhà chung cư lâu đời có địa chỉ tại số 50/52 phố Targowa, trong số đó, ngôi nhà Rothblith là ngôi nhà bằng gạch cổ nhất còn tồn tại ở Praga ("Praga" là thuật ngữ dùng để chỉ các quận hoặc địa điểm lịch sử ở thủ đô Warsaw).

## Lịch sử
Bảo tàng được thành lập vào năm 2007. Ban đầu, bảo tàng bố trí các triển lãm trong tòa nhà ở số 45 phố Targowa, và sau đó là trong tòa nhà ở số 23/25 phố Ząbkowska. Ngoài ra, bảo tàng còn tổ chức các cuộc triển lãm tạm thời trong khuôn viên của Nhà máy Vodka Warsaw "Koneser". Bảo tàng cũng tham gia sự kiện Đêm của các Bảo tàng, nơi gặp gỡ và chia sẻ thông tin thêm về các bảo tàng, phòng trưng bày và các tổ chức văn hóa khác.
Bảo tàng Praga vốn được lên kế hoạch mở cửa vào năm 2010, nhưng do ngân sách thành phố bị cắt giảm, cho nên mãi đến tháng 6 năm 2010 thì hợp đồng xây dựng bảo tàng mới được ký kết. Ngày khai trương của bảo tàng đã nhiều lần bị hoãn lại, cụ thể là đến 2011, 2012, 2013, và 2014. Năm 2013, bảo tàng thực hiện một mô hình của Praga vào cuối thế kỷ 18. Một cuộc triển lãm cố định của bảo tàng được mở cửa cho du khách từ ngày 19 tháng 9 năm 2015.